# Dragensdorf
Dragensdorf, antigamente um município, é desde 1 de dezembro de 2010 um bairro do município alemão de Dittersdorf (Turíngia) da Verwaltungsgemeinschaft de Seenplatte.

## Demografia
Evolução da população (31 de dezembro):
| - 1994 – 72 - 1995 – 71 - 1996 – 70 - 1997 – 71 - 1998 – 71 | - 1999 – 71 - 2000 – 72 - 2001 – 70 - 2002 – 70 - 2003 – 70 | - 2004 – 69 - 2005 – 65 - 2006 – 67 - 2007 – 67 |

Fonte: Thüringer Landesamt für Statistik